# Lichtensia polychaeta
Lichtensia polychaeta är en insektsart som först beskrevs av De Lotto 1974.  Lichtensia polychaeta ingår i släktet Lichtensia och familjen skålsköldlöss. Inga underarter finns listade i Catalogue of Life.